# Financiële crisis

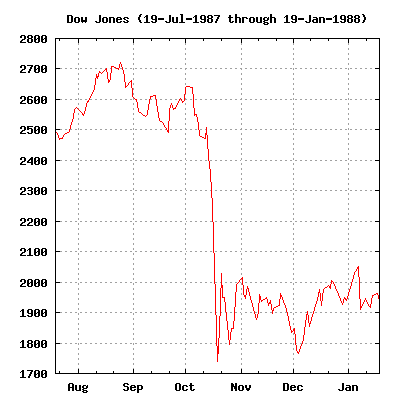
Het verloop van de Dow Jones rond zwarte maandag (19 oktober 1987)

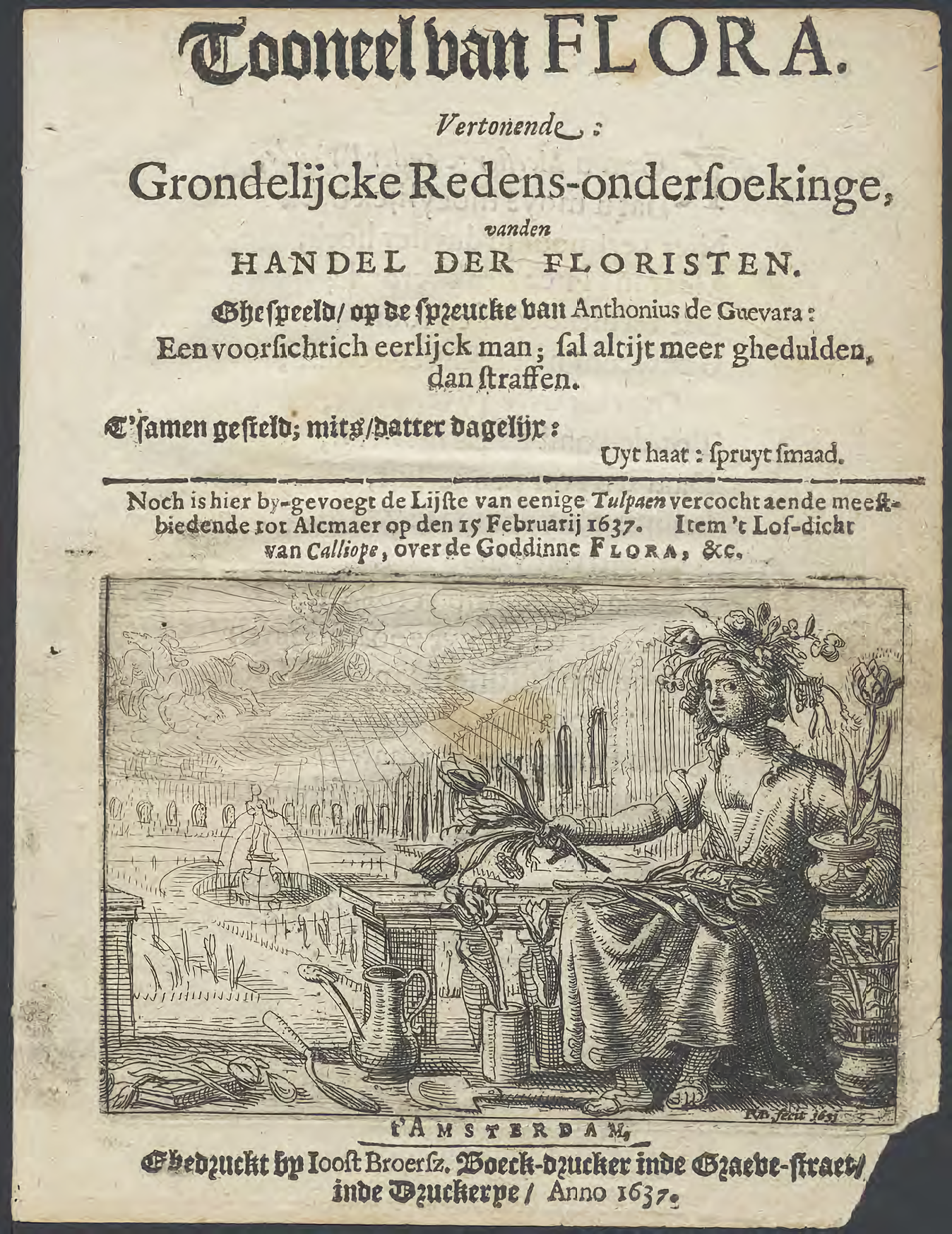
Pamflet over de tulpenmanie (gedrukt in 1637).

Een financiële crisis is het snel in waarde dalen van financiële instellingen of vermogen, zoals bij een bankcrisis of een valutacrisis. Veel economen zijn met theorieën gekomen over het ontstaan en voorkomen van financiële crises. Er is echter geen consensus en financiële crises zijn nog altijd aan de orde van de dag.

## Valutacrisis
Een valutacrisis wordt gekenmerkt door een plotselinge diepe val van de waarde van een munteenheid en de daaruitvolgende negatieve economische gevolgen. Een daling in de waarde van een munteenheid leidt tot een snelle uitputting van buitenlandse valutareserves en plotselinge renteverhogingen van de centrale bank. Een valutacrisis wordt ook wel een betalingsbalanscrisis genoemd.

## Bankcrisis
Een bankcrisis wordt gekenmerkt door de insolventie van het banksysteem. Dit gebeurt wanneer de waarde van assets minder is dan die van schulden en de kapitaalbalans dus negatief wordt. Bankcrises gaan verder gepaard met bankruns en grote noodmaatregelen en reddingsoperaties, zoals de nationalisatie van banken. Een soevereine schuldcrisis lijkt erg op een bankcrisis, alleen is het dan een publiek in plaats van privaat instituut dat aan de grond zit.

## Recente financiële crises
- Kredietcrisis (2007-2011)
- Argentijnse economische crisis (2001)
- Russische financiële crisis (1998)
- Internetzeepbel (1997-2001)
- Aziatische financiële crisis (1997)
- Tequilacrisis (1994)

## Niet recente financiële crises
- De paniek van 1837